# Juanfernándezkolibri
Juanfernándezkolibri (Sephanoides fernandensis) är en akut utrotningshotad fågel i familjen kolibrier som numera förekommer på en enda ö utanför Chiles kust.

## Utseende
Juanfernándezkolibri är en 13 cm lång kolibri. Hanen är genomgående rostorange med mer sotfärgade vingpennor. Hjässan är rödgul men verkar mörk, medan tygeln är sotfärgad. Honan är mörkgrön ovan med blåaktig anstrykning på hjässan. Undersidan är vitaktig med mörkgröna fläckar på strupen som sträcker sig nedåt flankerna.

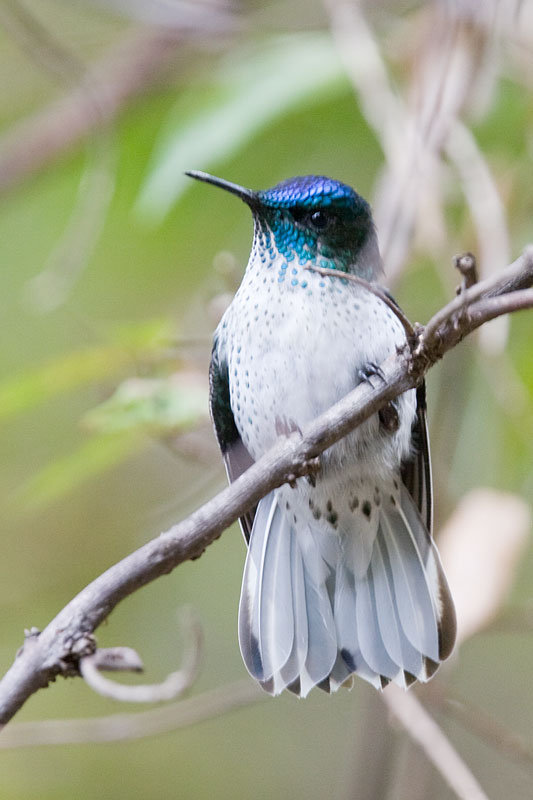
Hona.

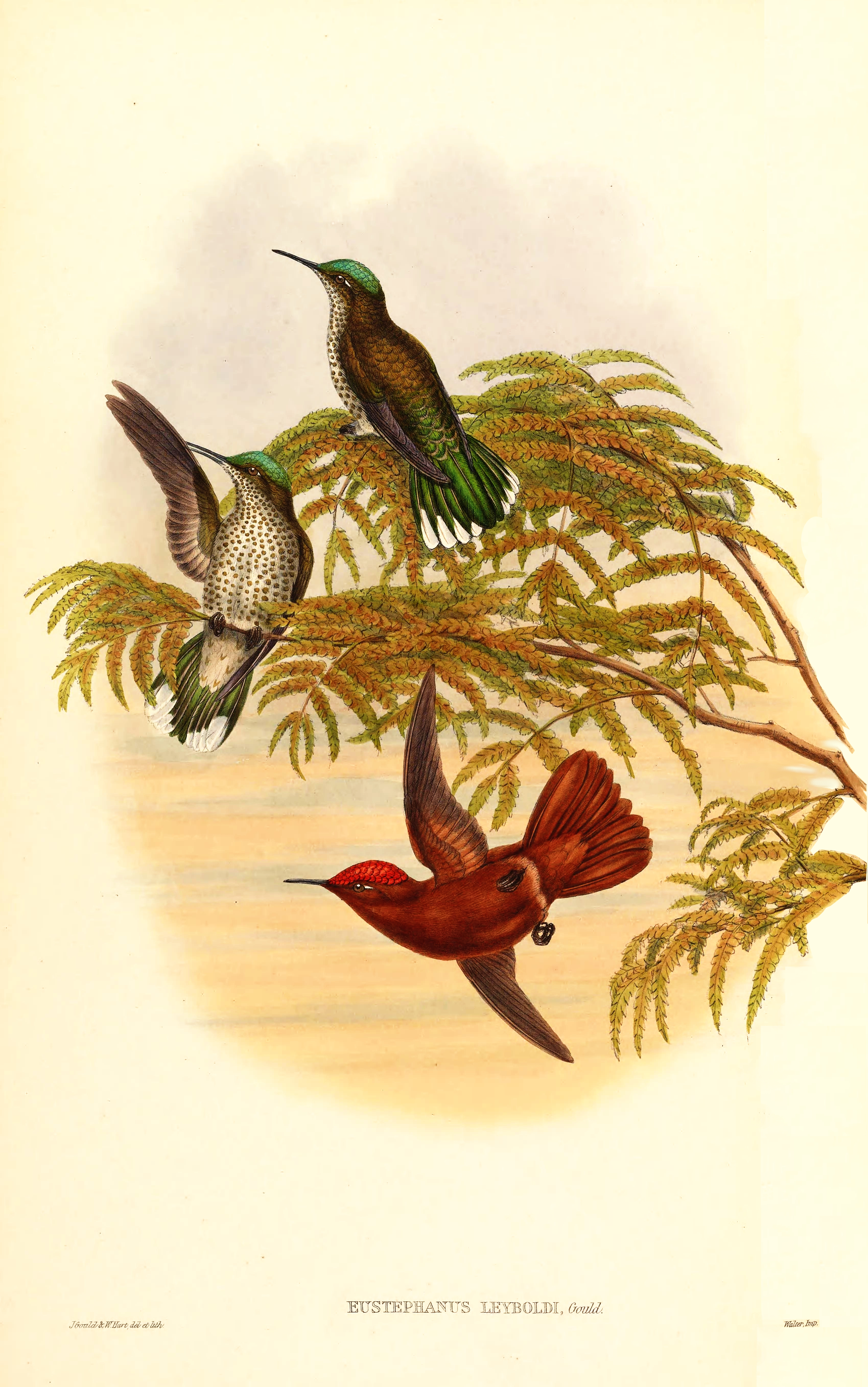
Illustration av den numera utdöda underarten leyboldi.

## Utbredning och systematik
Juanfernándezkolibri förekommer enbart i Juan Fernández-öarna utanför Chile. Arten behandlas antingen som monotypisk eller delas in i två underarter med följande utbredning:
- Sephanoides fernandensis fernandensis – förekommer på Robinson Crusoe-ön
- Sephanoides fernandensis leyboldi – förekom på Alexander Selkirkön men är numera utdöd.

## Status
IUCN kategoriserar arten som akut hotad.